# 依然 (歌曲)
《依然》是香港女歌手林憶蓮於1989年的一首經典歌曲，改編自Brenda K. Starr的《I Still Believe》，填詞林振強，歌曲收錄在同年推出的《都市觸覺 Part II 逃離鋼筋森林》專輯內。歌曲大受歡迎，亦獲電台熱播，包括取得商業二台叱咤樂壇流行榜的三週冠軍。此曲亦讓她穩坐於一線女歌手之列，歌曲於年終獲得勁歌金曲及十大中文金曲的十大金曲獎。

## 簡介
歌曲改編自Brenda K. Starr的《I Still Believe》，作曲Antonina Armato及Giuseppe Cantarelli，填詞林振強，編曲Alexander De La Cruz。而歌名「依然」英文就是Still，歌詞中的一句「依然相信」唱至街之巷聞，亦是對照了原曲的「Still Believe」。

## 其他版本
《依然》的英語版本亦跟隨原曲《I Still Believe》。而歌曲在1994年的一個籌款節目中，林憶蓮曾表演連升9個KEY，唱出「依然相信 將來再必可 一起繼續 昨天烈火」，令觀眾和歌迷印象深刻。
2022年9月3日：無綫電視節目《聲夢傳奇2》 第11集，趙小婷及黃洛妍合唱《依然》。

## 流行榜成績
| 903專業推介 | RTHK龍虎榜 | TVB勁歌金榜 |
| ----------- | ---------- | ----------- |
| 1*          | 1          | -           |

註: *表示三星期冠軍

## 獎項
- 1989年度十大勁歌金曲 - 十大勁歌金曲獎
- 1989年度十大中文金曲 - 十大中文金曲獎